# Ніколя Ізіма-Мірен
Ніколя Ізіма-Мірен (фр. Nicolas Isimat-Mirin, нар. 15 листопада 1991, Медон) — французький футболіст, захисник нідерландського «Вітесса».
Виступав, зокрема, за клуби «Валансьєнн», ПСВ та «Спортінг Канзас-Сіті», а також молодіжну збірну Франції.

## Клубна кар'єра
Народився 15 листопада 1991 року в місті Медон. Вихованець знаменитої Академії Клерфонтен. Після випуску з академії молодий центрбек приєднався до «Ренна», де відіграв 2 сезони в складі юнацької команди, після чого перебрався в «Валансьєнн». Перший сезон у новому клубі він відіграв разом з дублем у Аматорському чемпіонаті Франції, а у вересні 2010 року зусиллями головного тренера команди Філіппа Монтаньє Ніколя був переведений до основного складу.
Дебютував Ізіма-Мірен в основному складі команди 21 вересня 2010 року в матчі Кубка Франції проти клубу «Нім Олімпік», вийшовши на заміну в матчі, в якому «Валансьєн» переміг у серії післяматчевих пенальті з рахунком 5:4. 19 жовтня Ніколя підписав з клубом чотирирічний контракт. У 2012 році Ізіма-Мірен був включений в список 100 найкращих молодих гравців за версією сайту IBWM на 2013 рік. Всього захисник провів в команді три сезони, взявши участь у 73 матчах чемпіонату.
29 червня 2013 року Ніколя перейшов у «Монако», з яким підписав чотирирічний контракт. Відіграв за команду з Монако наступний сезон своєї ігрової кар'єри.
У вересні 2014 року Ніколя перейшов на правах оренди в клуб ПСВ з Ейндговена. 26 червня 2015 року було оголошено про підписання повноцінного контракту з Ніколя до 2019 року. Наразі встиг відіграти за команду з Ейндговена 45 матчів в національному чемпіонаті. Більшість часу був основним центральним захисником ПСВ, окрім першої половини сезону 2018/19, коли Ізіма-Мірен програв конкуренцію новачкові Нікові Віргеверу.
6 січня 2019, не маючи ігрової практики в ПСВ, перейшов до турецького «Бешикташа», де став основним центральним захисником у парі з Домагоєм Відою. Влітку 2019 турецький клуб підписав іспанця Віктора Руїса на місце Ізіма-Мірена, а француз відправився в річну оренду до «Тулузи».

## Виступи за збірні
Протягом 2010—2011 років залучався до складу молодіжної збірної Франції. На молодіжному рівні зіграв у 8 офіційних матчах.

## Статистика виступів

### Статистика клубних виступів
| Сезон                  | Команда                | Чемпіонат              | Чемпіонат | Чемпіонат | Національний кубок | Національний кубок | Національний кубок | Континентальні кубки | Континентальні кубки | Континентальні кубки | Інші змагання | Інші змагання | Інші змагання | Усього | Усього |
| Сезон                  | Команда                | Ліга                   | Ігор      | Голів     | Ліга               | Ігор               | Голів              | Ліга                 | Ігор                 | Голів                | Ліга          | Ігор          | Голів         | Ігор   | Голів  |
| ---------------------- | ---------------------- | ---------------------- | --------- | --------- | ------------------ | ------------------ | ------------------ | -------------------- | -------------------- | -------------------- | ------------- | ------------- | ------------- | ------ | ------ |
| 2009–10                | «Валансьєнн»           | Л1                     | 0         | 0         | КФ+КЛ              | -                  | -                  | -                    | -                    | -                    | -             | -             | -             | 0      | 0      |
| 2010–11                | «Валансьєнн»           | Л1                     | 10        | 0         | КФ+КЛ              | 1+2                | 0+0                | -                    | -                    | -                    | -             | -             | -             | 13     | 0      |
| 2011–12                | «Валансьєнн»           | Л1                     | 34        | 1         | КФ+КЛ              | 2+0                | 1+0                | -                    | -                    | -                    | -             | -             | -             | 36     | 2      |
| 2012–13                | «Валансьєнн»           | Л1                     | 29        | 0         | КФ+КЛ              | 1+1                | 0+0                | -                    | -                    | -                    | -             | -             | -             | 31     | 0      |
| Усього за «Валансьєнн» | Усього за «Валансьєнн» | Усього за «Валансьєнн» | 73        | 1         |                    | 7                  | 1                  |                      |                      |                      |               |               |               | 80     | 2      |
| 2013–14                | «Монако»               | Л1                     | 6         | 0         | КФ+КЛ              | 4+1                | 0+0                | -                    | -                    | -                    | -             | -             | -             | 11     | 0      |
| 2014-15                | «Йонг ПСВ»             | Ее (II)                | 1         | 0         | -                  | -                  | -                  | -                    | -                    | -                    | -             | -             | -             | 1      | 0      |
| 2014–15                | ПСВ                    | ЕД                     | 15        | 1         | КН                 | 3                  | 0                  | ЛЄ                   | 6                    | 0                    |               | -             | -             | 24     | 1      |
| 2015–16                | ПСВ                    | ЕД                     | 17        | 0         | КН                 | 3                  | 0                  | ЛЧ                   | 5                    | 0                    | СК            | 1             | 0             | 26     | 0      |
| 2016–17                | ПСВ                    | ЕД                     | 28        | 2         | КН                 | 2                  | 0                  | ЛЧ                   | 6                    | 0                    | СК            | 1             | 0             | 37     | 2      |
| 2017–18                | ПСВ                    | ЕД                     | 32        | 1         | КН                 | 3                  | 1                  | ЛЄ                   | 2                    | 0                    |               | -             | -             | 37     | 2      |
| 2018–19                | ПСВ                    | ЕД                     | 1         | 0         | КН                 | 2                  | 1                  | ЛЧ                   | 3                    | 0                    | СК            | 0             | 0             | 6      | 1      |
| Усього за ПСВ          | Усього за ПСВ          | Усього за ПСВ          | 93        | 4         |                    | 13                 | 2                  |                      | 22                   | 0                    |               | 2             | 0             | 130    | 6      |
| 2018–19                | «Бешикташ»             | СЛ                     | 14        | 0         | -                  | -                  | -                  | ЛЄ                   | -                    | -                    | -             | -             | -             | 14     | 0      |
| Усього за кар'єру      | Усього за кар'єру      | Усього за кар'єру      | 187       | 5         |                    | 25                 | 3                  |                      | 22                   | 0                    |               |               |               | 234    | 8      |